# Custody
Pour plus de détails, voir Fiche technique et Distribution.
Custody ou en français (Droit de garde), est un film américain réalisé par James Lapine, sorti en 2016.

## Synopsis
Les vies de trois femmes se croisent dans un tribunal aux affaires familiales... Sara Diaz, mère suspectée de maltraitance ; Alexandra Fisher, avocate ; Martha Schulman, juge au tribunal.
Sara, alors qu'elle rabroue son fils pour son comportement, le bouscule et il se blesse sur une table basse. Le lendemain, à l'école, un signalement est lancé, les enfants sont placés en foyer d'accueil. En effet, le même jour, New York a appris la mort d'une petite fille de cinq ans, oubliée dans un placard par sa mère toxicomane.
Alexandra, jeune avocate, est commise d'office pour la première fois et, sans pouvoir s'entretenir avec Sara, est appelée au tribunal. La juge, prudemment maintient le placement des enfants, propose un dépistage de stupéfiants pour Sara et demande expressément à l'association recueillant les deux enfants, Tia et David, un droit de visite pour la mère. Après la séance, Sara veut prendre un autre avocat plus expérimenté, mais finalement, Alexandra continue d'assister Sara.
Sara, en plus des difficultés du présent, se retrouve en face à sa vie passée, révélée par Keith Denholz, l'avocat de l'association (d'autant plus tatillon depuis la mort de la petite fille) : le père des enfants, Shawn, incarcéré pour homicide, que Sara considérait comme mort ; une ancienne accusation de trafic de drogue abandonnée et... un résultat résiduel, mais positif au dépistage. Passé cinq jours l'association doit confier l'accueil les enfants à une famille : une dame qui reçoit déjà quatre autres enfants, ce qui dépasse le quota. Lorsque Sara visite ses enfants, elle les trouve seuls, en train de se bagarrer. Elle profite d'un instant d'occupation de la dame revenue d'une course, pour s'enfuir avec ses enfants. Dans la nuit, elle téléphone à son avocate et confie son action.
Autour de chacune de ses femmes gravitent également quelques personnes : un voisin peu fréquentable pour Sara ; les collègues et la famille pour Martha, la juge et Alexandra, l'avocate. Chacune vit une période difficile. Martha, alors que son fils Elliot a quitté la maison pour l'université, découvre que son mari, Jason, la trompe avec la femme d'un de ses meilleurs amis. Elle se retrouve donc très seule. Alexandra, issue d'une riche famille, vit mal l'hypocrisie de sa grand-mère, Beatrice Fisher, qui a toujours protégé Frank, un oncle abuseur.
Sara, à la fin de la procédure, alors que ses enfants vont lui être rendus, exprime le choc qu'ils ont vécu. Elle sait que si tout est terminé pour la justice, elle devra panser leurs plaies pendant encore très longtemps. La juge répond sereinement, notamment en expliquant que ces péripéties sont parmi les rares qui se terminent bien et que tout est fait pour conserver l'intérêt supérieur, la protection des enfants, avec des personnels du département soucieux du bien public avant tout. Ceux-là mêmes qui, parmi d'autres comme Martha, se sentent coupables et croient voir la petite fille morte dans un placard, sur un escalier ou dans un parc (tel Luis Sanjuro, qui avait permis à la petite d'être rendue à sa mère).

## Fiche technique
Sauf indication contraire, les informations mentionnées dans cette section peuvent être confirmées par la base de données cinématographiques IMDb,  présente dans la section « Liens externes ».
- Titre original : Custody
- Réalisation : James Lapine
- Scénario : James Lapine
- Direction artistique : Maggie Ruder
- Décors : Alexandra Schaller
- Costumes : Anney Perrine
- Photographie : Zak Mulligan
- Montage : Miky Wolf
- Musique : Antonio Pinto
- Sociétés de production : Lucky Monkey Pictures, Mustard & Co, JuVee Productions, Green-Light International et Washington Square Films
- Pays d’origine :  États-Unis
- Langue originale : anglais
- Format : couleur
- Genre : Drame
- Durée : 104 minutes
- Dates de sortie : États-Unis : 17 avril 2016

## Distribution
- Viola Davis (VF : Maïk Darah) : Martha Schulman
- Hayden Panettiere (VF : Geneviève Doang) : Alexandra 'Ally' Fisher
- Catalina Sandino Moreno (VF : Laëtitia Lefebvre) : Sara Diaz
- Ellen Burstyn : Beatrice Fisher
- Tony Shalhoub : Jason Schulman
- Dan Fogler (VF : Emmanuel Gradi) : Keith Denholz
- Tony Torn (VF : Philippe Valmont) : Byron
- Selenis Leyva (VF : Brigitte Virtudes) : Jackie
- Raúl Esparza : Luis Sanjuro
- Valerie Cruz : Claudia Sanjuro
- Frank Wood : Frank, l'oncle d'Ally
- David Aaron Baker : Drew
- Kate Jennings Grant : Nancy
- Jaden Michael : David Diaz
- Bryce Lorenzo : Tia Diaz
- Nicholas L. Ashe : Elliot Schulman
- Julius Tennon : Officer Joe
- Karen Pittman : Elaine Dunbar
- Stephen Kunken : Mark Dooley